# Phintella abnormis
Phintella abnormis is een spinnensoort uit de familie van de springspinnen (Salticidae). De wetenschappelijke naam van de soort werd voor het eerst geldig gepubliceerd in 1906 door Friedrich Wilhelm Bösenberg en Embrik Strand.
De soort komt voor in Rusland, China, Korea en Japan.